# Pfeilwürmer
Pfeilwürmer (Chaetognatha (Gr.: Borstenkiefer)) sind ein Tierstamm, dessen Arten  hauptsächlich im Plankton der wärmeren Ozeane zu finden sind. Ihre Gestalt ist stromlinienförmig mit einer Länge von 3 mm bis 12 cm. Normalerweise schweben sie bewegungslos in beliebiger Ausrichtung im Wasser, bevor durch eine dorsoventral ablaufende Kontraktionswelle der Längsmuskulatur („Delphinschlag“) ein Vorwärts- (bei Angriff) oder Rückwärtsschießen (bei Flucht) erfolgt. Pfeilwürmer sind Lauerjäger, ihre komplex aufgebauten Augen ermöglichen die optische Orientierung, die charakteristischen Greifhaken- und Zähnchenbildungen im Mundbereich dienen dem Beutefang. Aufgrund ihrer Embryonalentwicklung wurden die Pfeilwürmer früher zu den Neumündern (Deuterostomia) gezählt, nach neuesten molekulargenetischen Erkenntnissen ist eine isoliert-basale Stellung auf Seiten der  Urmünder (Protostomia) wahrscheinlich. Verworfen werden muss demnach eine frühere molekulargenetische Einordnung bei den Häutungstieren (Ecdysozoa).

## Beschreibung

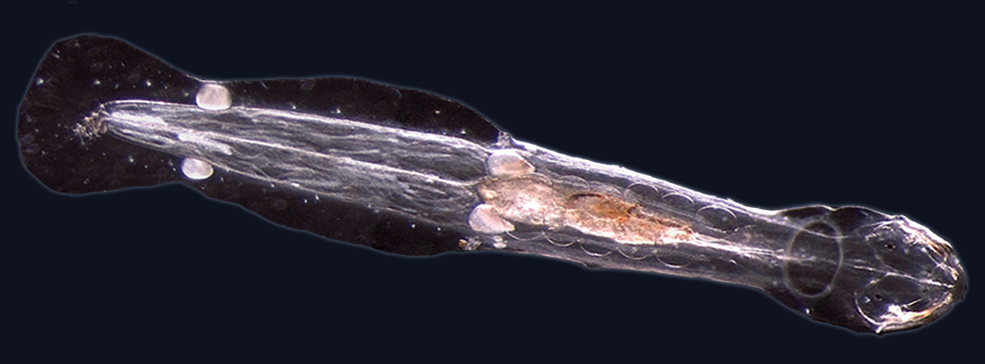
Spadella cephaloptera

Der deutsche Name beruht auf den pfeilförmigen Strukturen des Kopfes mancher Arten. Die Tiere sind durchsichtig und besitzen eine nur stellenweise ausgebildete Cuticula. Der Körper ist torpedoförmig und in Kopf, Rumpf und Schwanz gegliedert. Pfeilwürmer besitzen ein oder zwei Paare seitlicher Flossen zur Lagestabilisierung sowie eine Schwanzflosse. Die Flossen sind durch Flossenstrahlen versteift und werden primär als Schwebeeinrichtungen (Auftriebsflächenvergrößerung) verstanden, zumal manche Arten die Gallertmasse in den Flossen herauf- und herunterregulieren können. Am Kopf finden sich hakenförmige Greifborsten aus Chitin, von denen sich die Bezeichnung Borstenkiefer (Chaetognatha) ableitet. Diese Borsten werden zur Jagd benutzt und beim Schwimmen eingezogen. Oberhalb des Mundes befinden sich Zähnchen.
Alle Arten sind zwittrig. Das Nervensystem besteht aus einem Gehirn, einem bauchseitigen Ganglion sowie an der Körperoberfläche liegenden Nerven. Meist sind auch Augen vorhanden.
Atmungs-, Kreislauf- oder Ausscheidungsorgane fehlen. Der Stoffwechsel wird größtenteils direkt über die Haut betrieben.
Einige Arten besitzen das lähmende Nervengift Tetrodotoxin (TTX), das in Drüsenzellen im Mundbereich gebildet wird. Zu diesen Arten zählen Flaccisagitta lyra, Parasagitta elegans, Eukrohnia hamata  und Zonosagitta nagae. Bei einer Untersuchung dieser Arten wurde das als TTX-produzierende bekannte Bakterium Vibrio alginolyticus isoliert. Es wird vermutet, dass diese Bakterien für die Giftbildung verantwortlich sind und somit eine Assoziation bzw. Symbiose zwischen diesen Bakterien und den Pfeilwürmern besteht. Allerdings wurde der Nachweis der Tetrodotoxinbildung von Bakterien auch wieder in Frage gestellt. Der Schutz durch die Bildung von Tetrodotoxin ist im Tierreich weit verbreitet. Beispielsweise findet man diesen Schutzmechanismus auch bei Kugelfischen und blaugeringelten Kraken.

## Fossilien
Da die Pfeilwürmer kaum Hartteile besitzen, fossilisieren sie nur unter speziellen Bedingungen. Aus der Chengjiang-Faunengemeinschaft aus dem Unterkambrium von Yunnan (China) wurde ein gut erhaltener, fossiler Pfeilwurm mit Weichteilerhaltung gefunden, der in zahlreichen anatomischen Schlüsselmerkmalen schon beinahe identisch mit modernen Formen war. Fossile Borsten der Pfeilwürmer sind aus dem Oberkambrium bekannt. Früher wurden die Pfeilwürmer wegen ihrer Form in die Nähe der fossilen Conodonten gerückt. Neuere Untersuchungen haben jedoch gezeigt, dass die Conodonten zu den Chordatieren zu rechnen sind, was eine nähere Verwandtschaft zu den Pfeilwürmern ausschließt. Die sog. Proconodonten sind allerdings inzwischen mit einiger Sicherheit als fossile Reste der Kieferstacheln von Pfeilwürmern oder nahen Verwandten identifiziert worden. Damit sind sie bereits an der Basis des Kambrium nachgewiesen und gehörten zu den frühesten fossil überlieferten Prädatoren (Räubern) im Ozean.
Im Jahr 2024 wurde Timorebestia koprii aus der dritten Stufe des Kambrium erstbeschrieben. Das Tier erreichte Körperlängen von 20 Zentimetern (29 mit Antennen) und gehörte als einer der ältesten bekannten Spitzenprädatoren der Sirius-Passet-Faunengemeinschaft an.

## Systematik
Embryologisch sind die Pfeilwürmer Neumünder (Deuterostomia), nach molekulargenetischen Untersuchungen sind sie jedoch ein basaler Abzweig auf Seiten der Urmünder (Protostomia). Dieser Widerspruch führte zu zwei verschiedenen stammesgeschichtlichen Deutungen. Jedenfalls muss sich der Stamm der Pfeilwürmer schon relativ früh, im Präkambrium, als sich die grundlegenden Entwicklungslinien der Protostomia und Deuterostomia gerade verzweigt hatten, abgespalten haben. Eine These besagt, dass sich die Deuterostomie innerhalb der Protostomia nochmals herausgebildet habe. Die zweite These postuliert die Deuterostomie als die ursprünglichere Entwicklungslinie. Die Protostomia haben sich demnach aus den Deuterostomia entwickelt, die Pfeilwürmer haben folglich einige Merkmale der Deuterostomie beibehalten.
Etwa 100 Arten der Pfeilwürmer werden 15 Gattungen zugeordnet.
Alle rezenten Pfeilwürmer werden der einzigen Klasse Sagittoidea Claus & Grobben, 1905 zugeordnet. Die von dem japanischen Biologen Takasi Tokioda 1965 in seiner Revision eingeführte Klasse Archisagittoidea wird heute in der Regel nicht mehr anerkannt. Sie umfasste eine einzige fossile Art, Amiskwia sagittiformis Walcott, 1911 aus dem mittelkambrischen Burgess-Schiefer in den kanadischen Rocky Mountains. Die Zugehörigkeit dieses in der Zuordnung nach wie vor problematischen Fossils zu den Chaetognatha wird heute überwiegend bestritten.
Siehe auch: Systematik des Tierreiches